# راي إبرامز
راي إبرامز (بالإنجليزية: Ray Abrams)‏ هو عازف ساكسفون أمريكي، ولد في 23 يناير 1920 في نيويورك في الولايات المتحدة، وتوفي في 6 يوليو 1992 في بروكلين في الولايات المتحدة.

## وصلات خارجية
- راي إبرامز على موقع ميوزك برينز (الإنجليزية)
- راي إبرامز على موقع ديسكوغز (الإنجليزية)